# Euseius kalimpongensis
Euseius kalimpongensis är en spindeldjursart som först beskrevs av Gupta 1969.  Euseius kalimpongensis ingår i släktet Euseius och familjen Phytoseiidae. Inga underarter finns listade i Catalogue of Life.